# Gemäldegalerie Alte Meister

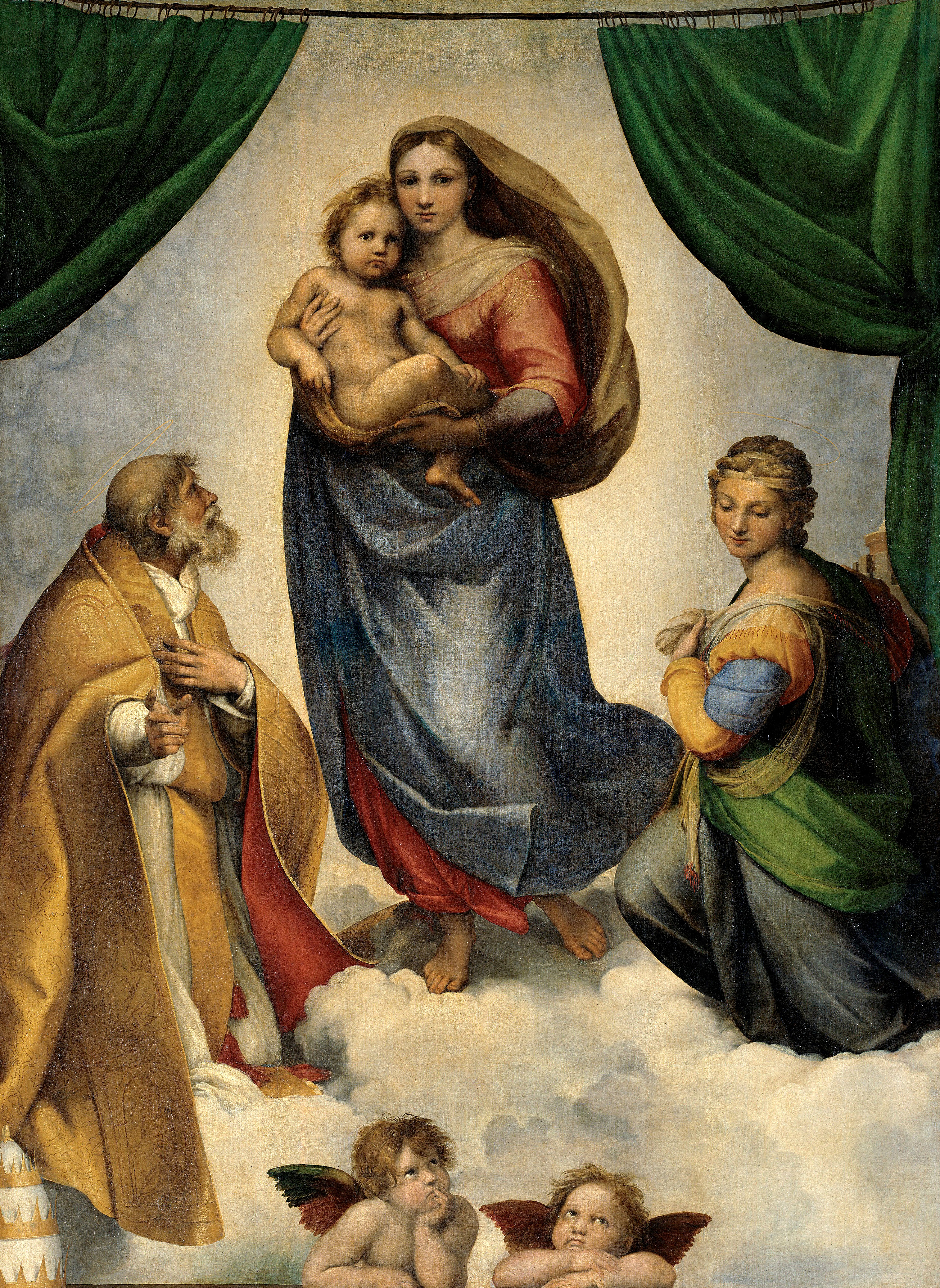
Sixtinska madonnan av Rafael.

Gemäldegalerie Alte Meister ("De gamla mästarnas galleri") i Dresden, Tyskland, visar cirka 750 målningar från 1400- till 1700-talen. Samlingen innehåller stora italienska renässansverk liksom holländska och flamländska målningar. Utställda verk av tyska, franska och spanska målare från perioden finns också bland galleriets attraktioner.
Alte Meister är en del av Staatliche Kunstsammlungen Dresden, Sachsens delstatliga konstsamlingar, och är placerade i Sempergalleriet i galleriflygeln av slottet Zwinger

## Historik
När Kunstkammer, kurfurstarna av Sachsens konstkabinett i Dresden, grundades av August I av Sachsen 1560, var målningar underordnade samlarobjekt jämfört med vetenskap, andra konstverk och kuriosa. Det var inte förrän i början av 1700-talet som August den starke och hans son Fredrik August II började att systematiskt samla målningar. Under en period på mindre än 60 år ledde samlandet hos dessa två konstälskande furstar av Sachsen, som också var Polens kungar, till att samlingarna utökades avsevärt. Samlingen utökades betydligt genom inköp 1746 av de 100 bästa verken ur hertigen Francesco III av Este:s samling.
Den snabbt växande konstsamlingen krävde snart mer utrymme för lagring och presentation, och flyttades från Dresdens slott till den intilliggande Stallbyggnaden 1747. Under tiden hade samlingen uppnått europeisk berömmelse. Målningar från hela Europa, i synnerhet från Italien, Paris, Amsterdam och Prag, förvärvades och skickades till Dresden. Inköpsverksamheten kröntes av förvärvet av Rafaels Sixtinska madonnan 1754.
År 1838 inbjöds arkitekten Gottfried Semper, av en gallerikommitté hos kung Fredrik August II, till att göra en arkitektoniskt lämplig utformning för samlingarna. Den nya galleriflygeln till Zwingerpalatset uppfördes 1847 till 1854 efter hans förslag. Den 25 september 1855 öppnades Neues Königliches Museum i Sempergalleriet, där det fortfarande är beläget.
På grund av brist på utrymme har den moderna avdelningen av museet med målningar från 1800- och 1900-talen flyttats in i en separat byggnad på Brühlsche Terrasse och är grunden för det som nu kallas Galerie Neue Meister.
Inför krigshotet före andra världskriget 1938 stängdes museet. Konstverken var till största delen i säkert förvar när galleribyggnaden blev allvarligt skadad vid bombningen av Dresden den 13 februari 1945. Vid krigsslutet 1945 konfiskerades de flesta av målningarna av Röda armén och transporterades till Moskva och Kiev. Vid återkomsten till Dresden 1956 började en del av samlingen visas på bottenvåningen av det fortfarande delvis förstörda Sempergalleriet. Gemäldegalerie Alte Meister återöppnades 1960, efter att återuppbyggnaden av galleribyggnaden avslutats. Även om de viktigaste målningarna överlevde krigsperioden var förlusterna betydande. En sammanställning från 1963 anger att 206 målningar hade förstörts och 507 saknades. Av dessa saknas cirka 450 än idag.

## Samlingar
Cirka 750 målningar eller 40 procent av hela samlingen är utställda i galleriet. De är från 1400- till 1700-talen. Målningar från 1800-talet och framåt ställs ut på Gemäldegalerie Neue Meister i Albertinum.
Renässans- och barockmästerverk av italienska konstnärer som Rafael, Tizian, Giorgione, Correggio, Tintoretto och Guercino visas. Samlingen innehåller ett stort antal flamländska och holländska målningar från 1600-talet av Rubens, Rembrandt, Jordaens, Van Dyck och Vermeer. Utställda verk av tyska, franska och spanska målare finns också bland galleriets attraktioner.
Med 58 målningar av Lucas Cranach den äldre och Lucas Cranach den yngre har galleriet världens största samling av Cranachmålningar. Pannåer och dukar från början av renässansen visas också, t. ex. den nyligen restaurerade Sankt Sebastian från Antonello da Messina.

## Bildgalleri ur samlingen

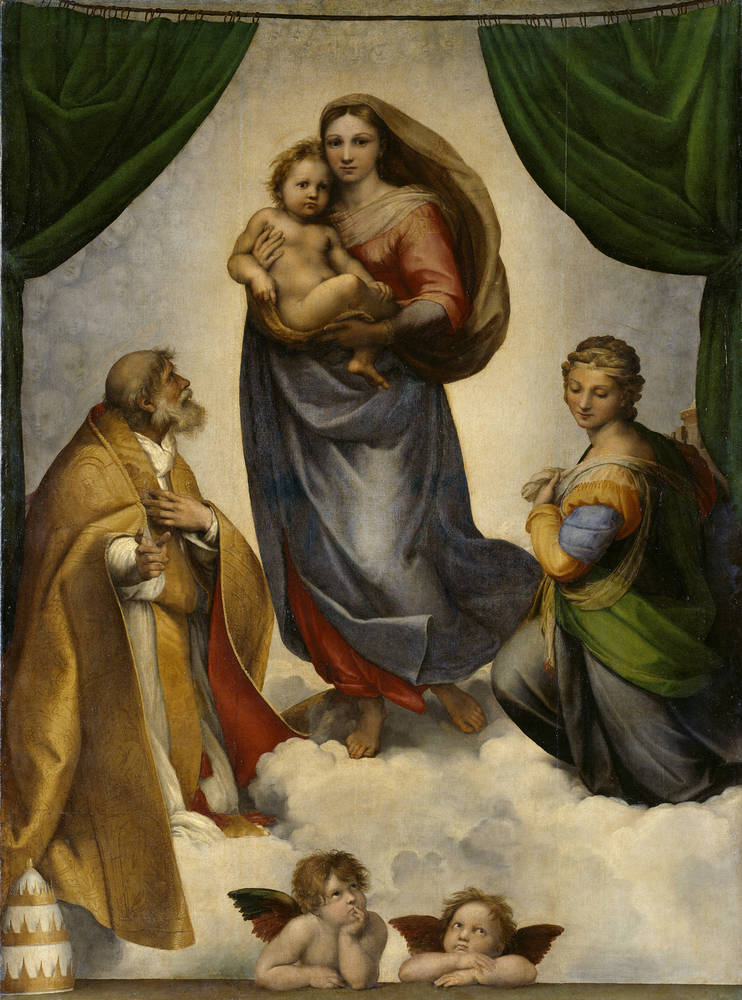
Rafael: Sixtinska madonnan, 1512
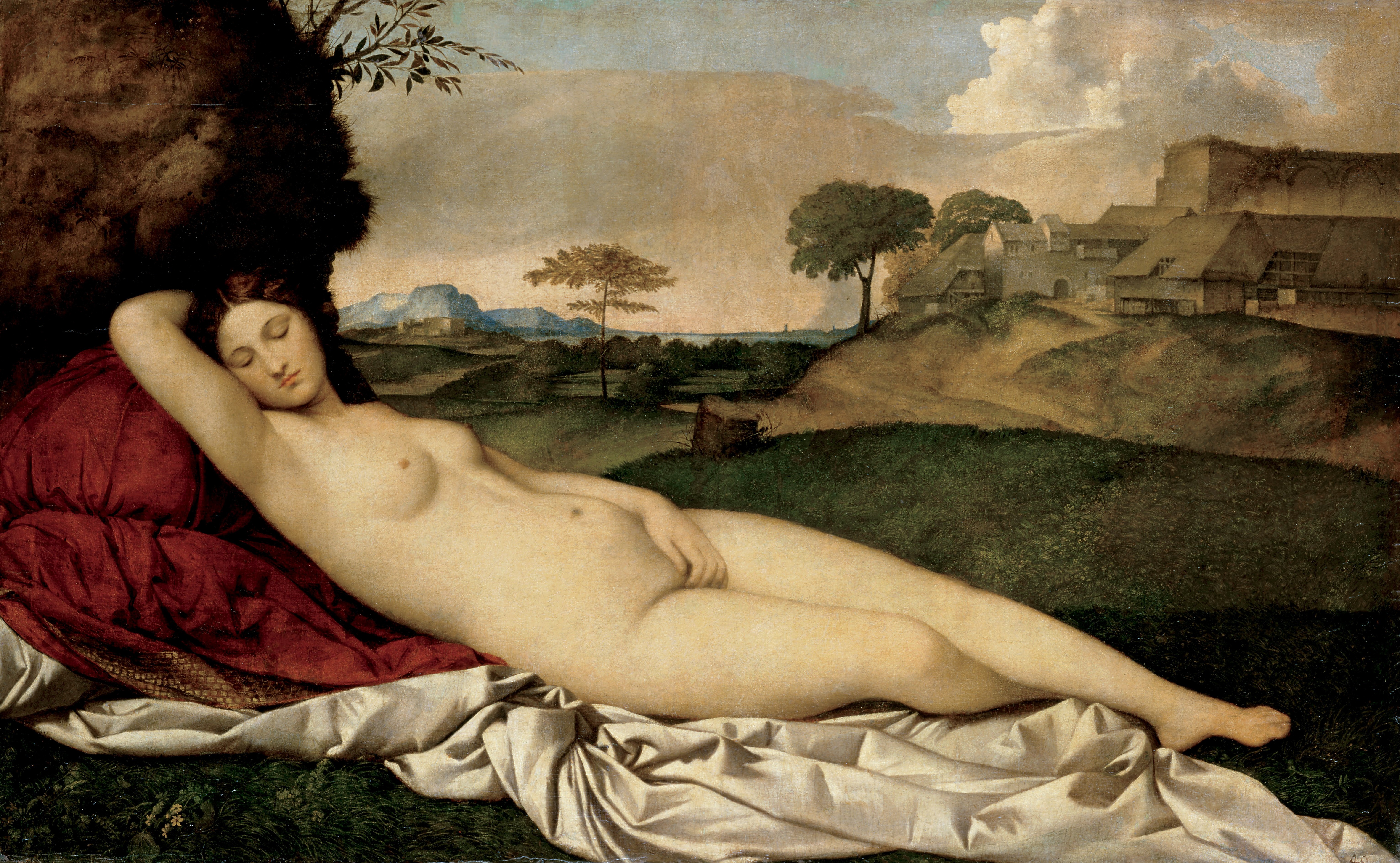
Giorgione: Slumrande Venus, 1508–1510
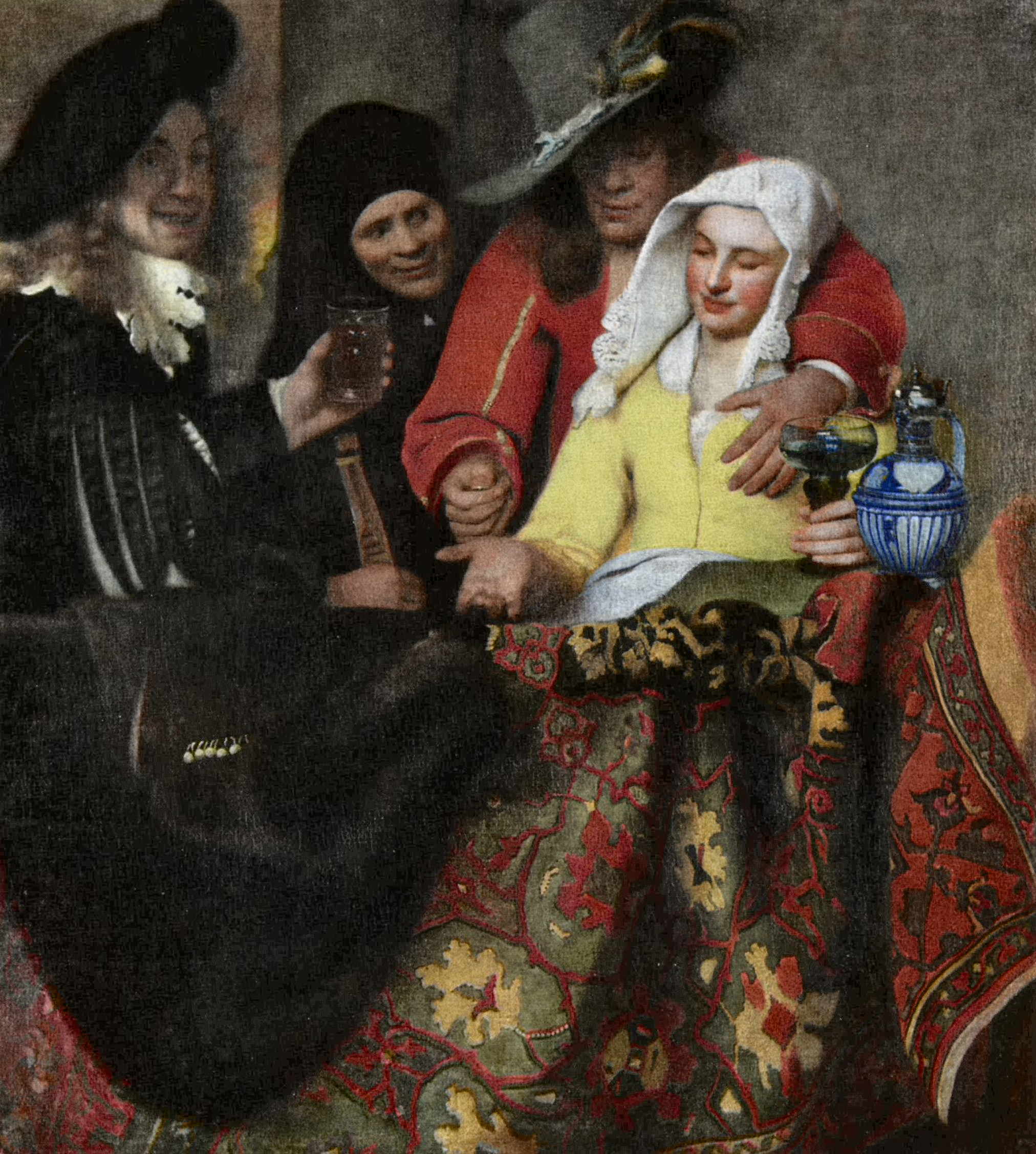
Jan Vermeer: Kopplerskan, 1656
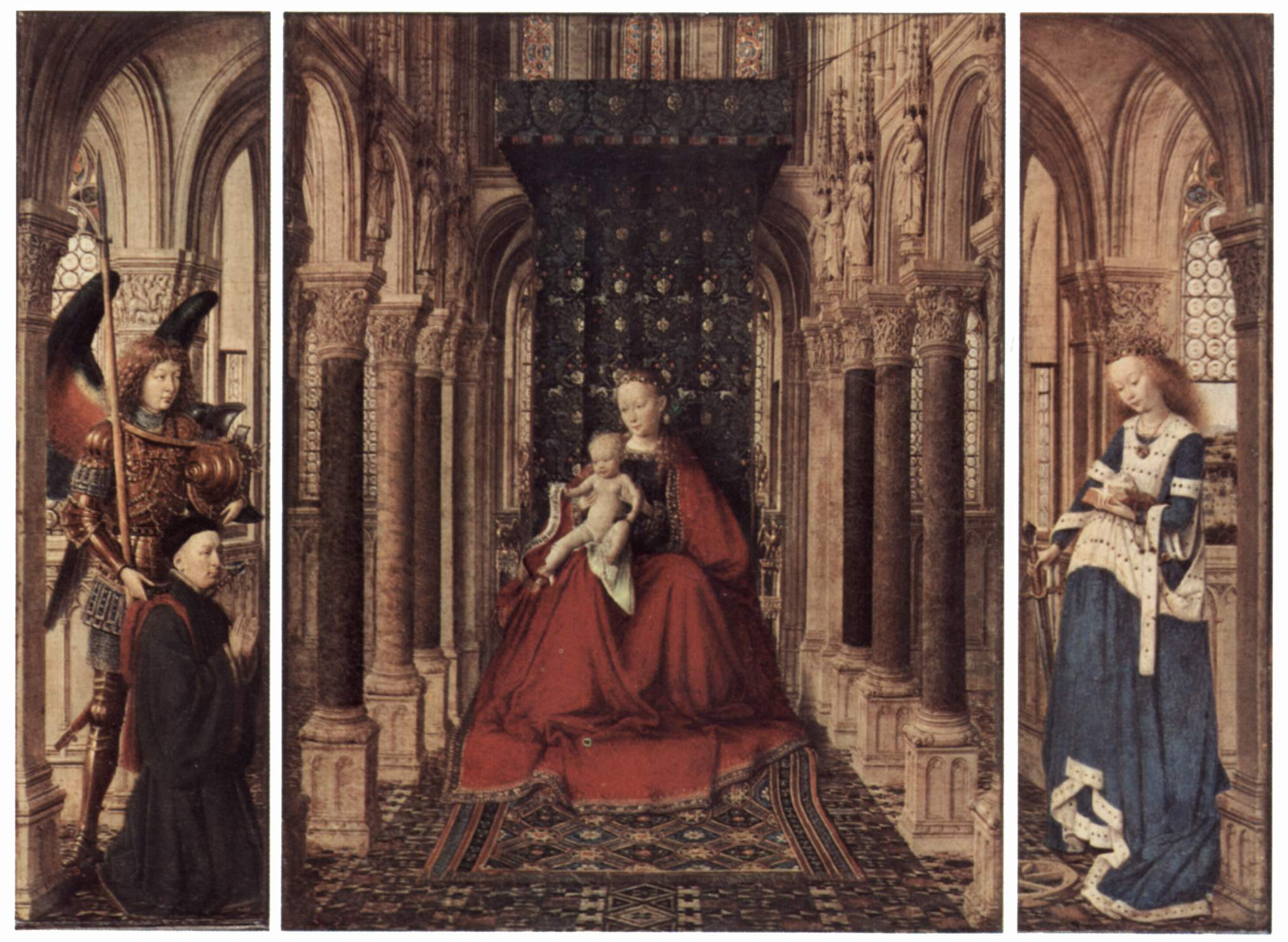
Jan van Eyck: Jungfru Maria med barnet (Dresdentriptyken) ca 1437
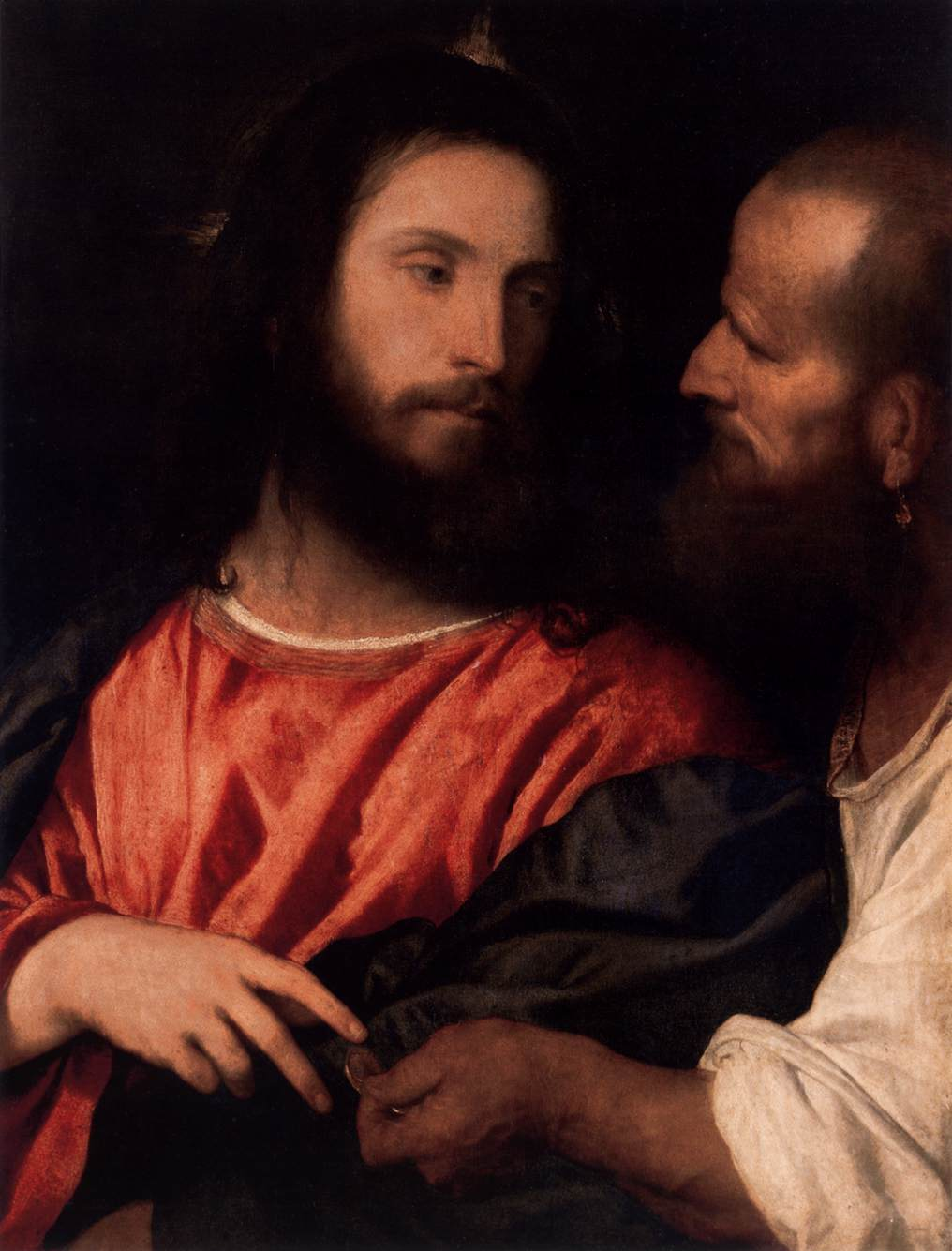
Tizian: Skattepenningen, ca 1516
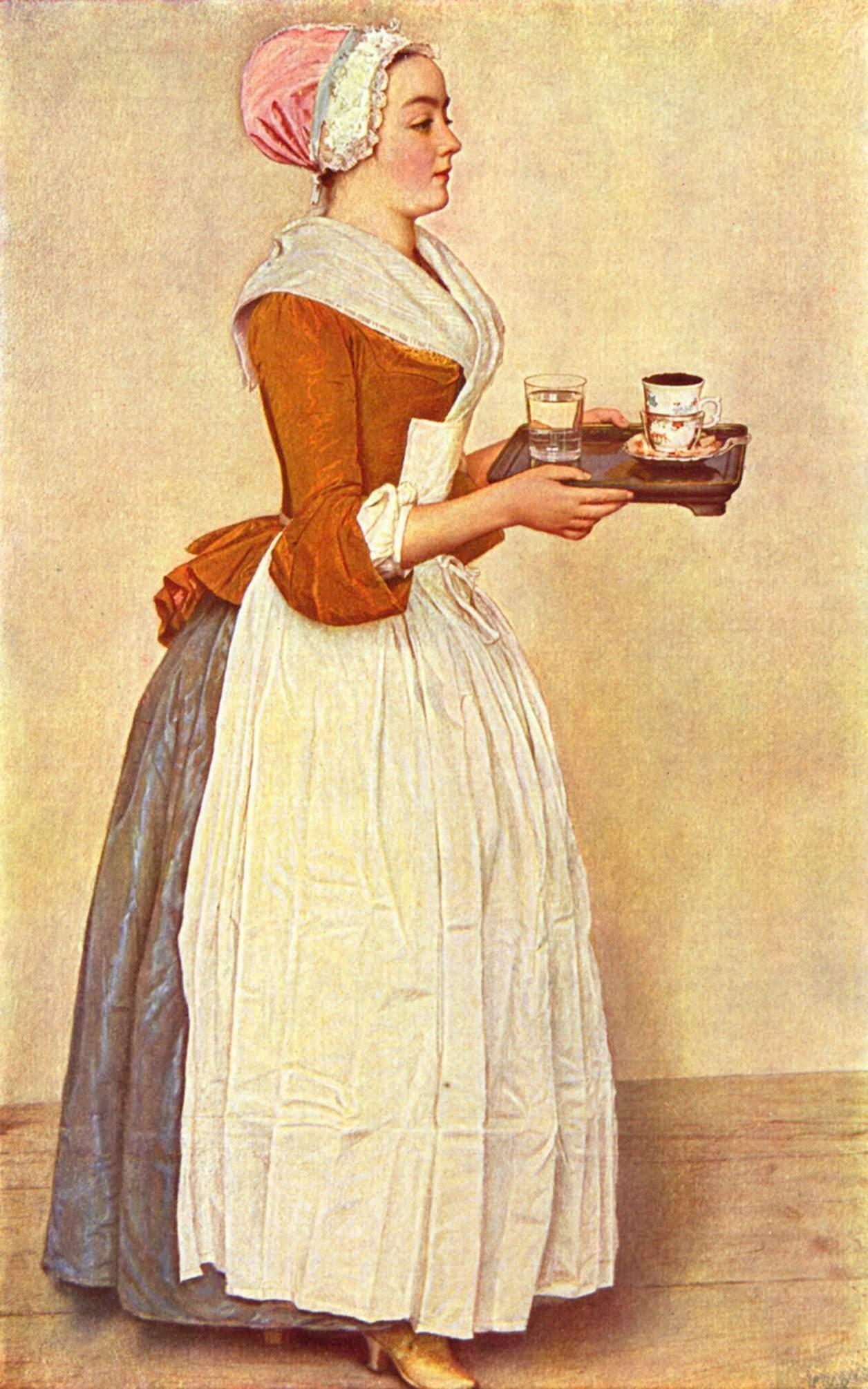
Jean-Étienne Liotard: Chokladflickan, 1744/45
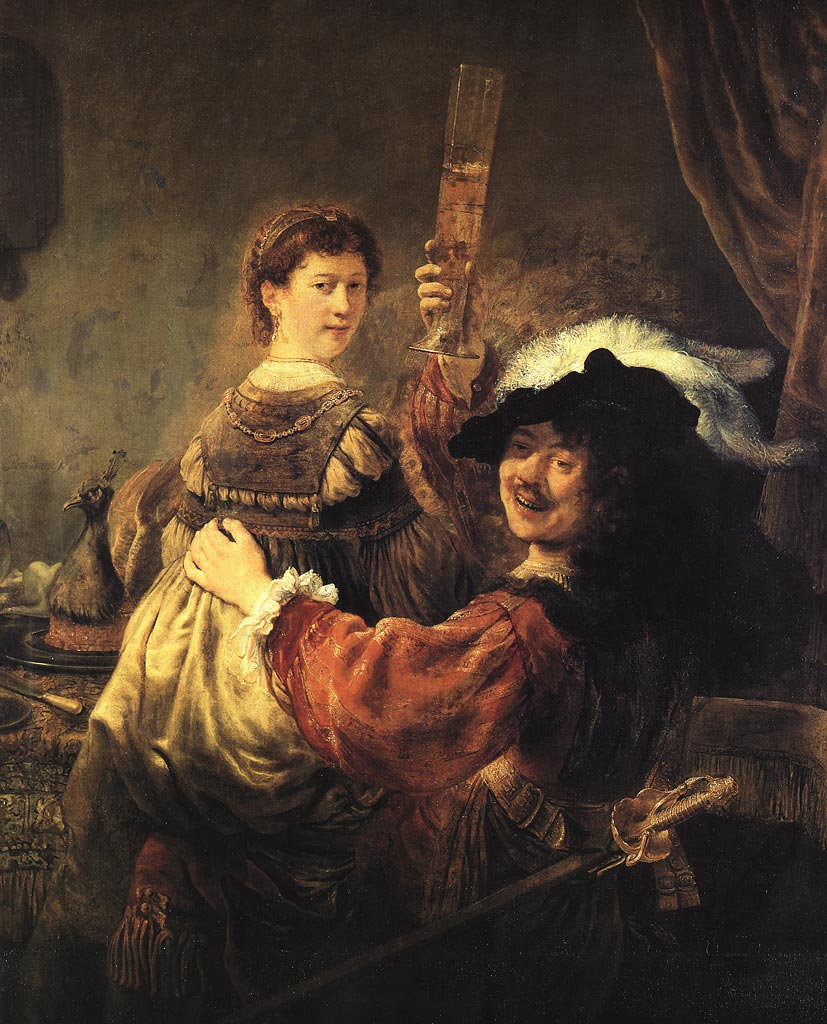
Rembrandt van Rijn: Självporträtt som den förlorade sonen, 1635
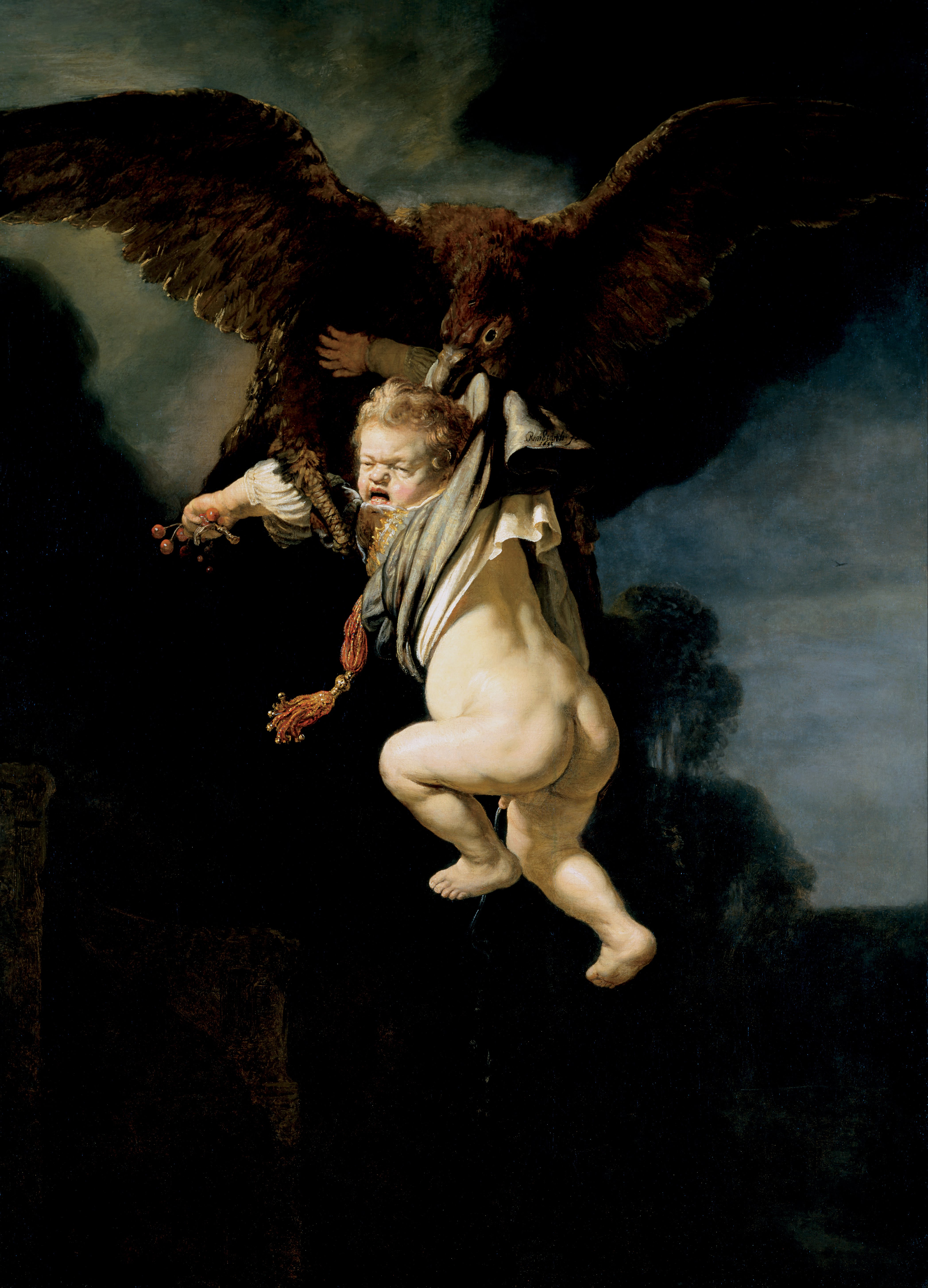
Rembrandt van Rijn: Ganymedes förs bort av Jupiters örn, 1635
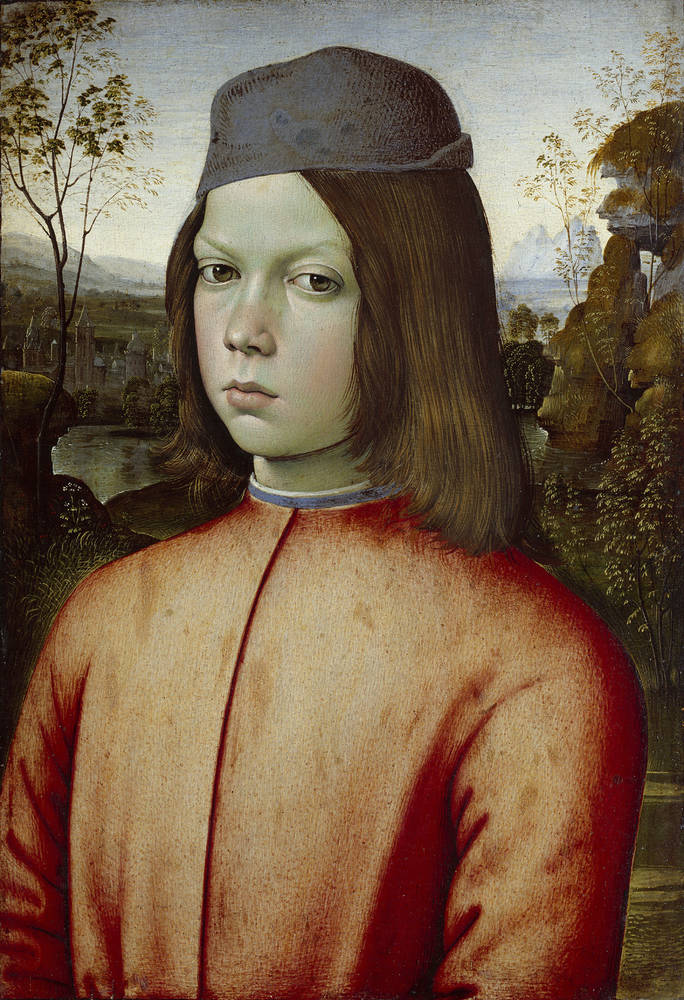
Pinturicchio: Porträtt av en pojke, ca 1500
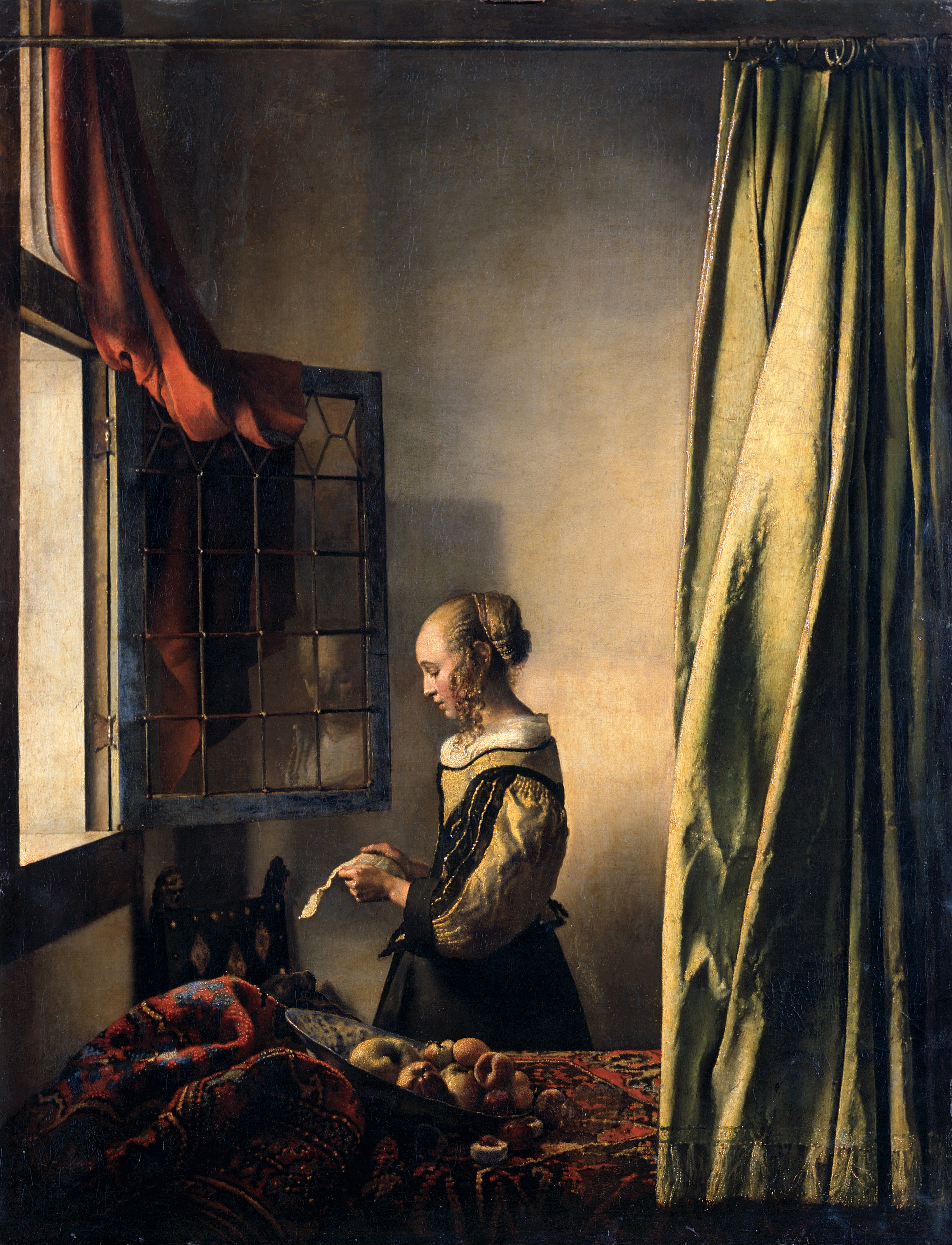
Johannes Vermeer: Ung kvinna som läser ett brev vid ett öppet fönster, ca 1659
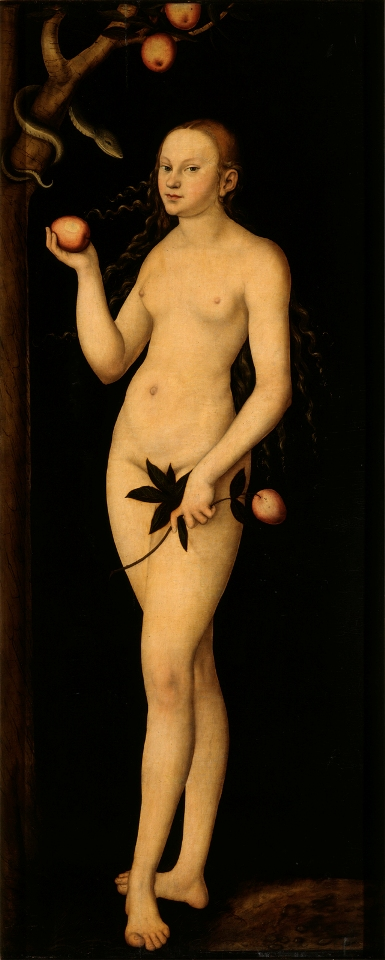
Lucas Cranach den äldre: Eva, 1531
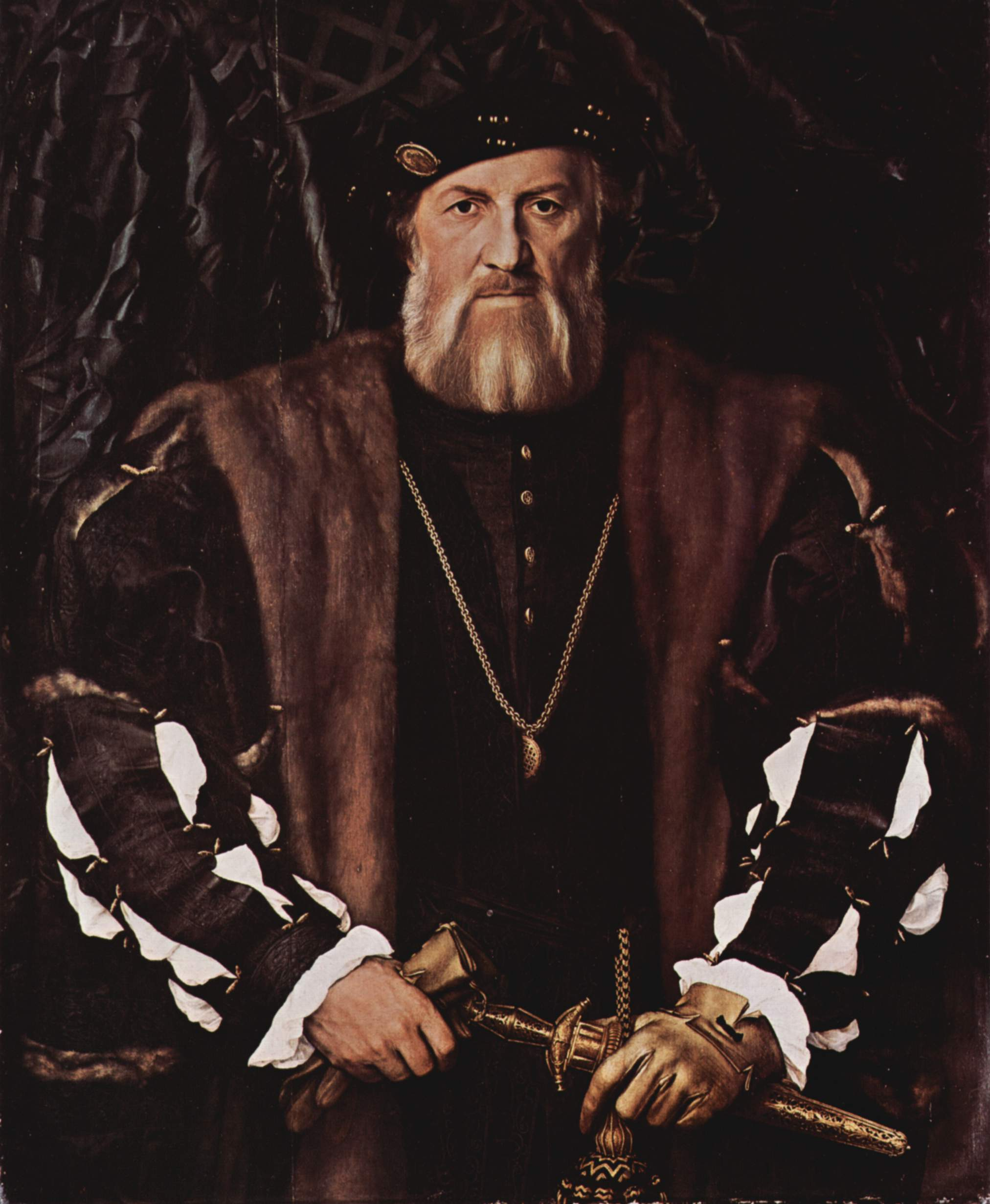
Hans Holbein den yngre: Charles de Solier, Sieur de Morette, 1534/35